# Erick Desmarestz
Erick Desmarestz est un acteur français, adaptateur, metteur en scène et professeur de théâtre.

## Biographie

### Théâtre
C’est à seize ans qu’Erick Desmarestz pousse la porte du cours d’art dramatique de Raymond Girard, rue Vavin. Il réalise très vite qu’il est là où il veut être.
Il rejoint ensuite le cours de Tania Balachova qui le fait travailler et qui le prépare au concours d’entrée de l’école de la rue Blanche - L’École Nationale Supérieure des Arts et des Techniques du Théâtre –. Il est reçu à ce concours et travaillera à l’ENSATT pendant deux ans. Gérard Vergez, qui fait partie du jury de ce concours, l’engage au TNP, aujourd’hui Théâtre national de Chaillot pour jouer la pièce d’Arnold Wesker Des frites, des frites, des frites.
Rue Blanche, il travaillera essentiellement avec Michel Favory et dans les spectacles montés par l’ENSATT : Le Roi Lear de Shakespeare pour le rôle de Lear, et Port Royal d’Henry de Montherlant pour le rôle de l’archevêque Beaumont de Péréfixe. Il travaille aussi avec Jean Périmony et François Florent.
En 1981, Jean Anouilh l’engage pour le rôle de Bernard dans sa pièce Le Nombrilqu’il met en scène avec Bernard Blier. La pièce se jouera au Théâtre de l’Atelier pendant deux saisons et partira ensuite en tournée pendant un an aussi bien en France, qu’au Benelux qu’en Suisse et en Autriche. C’est son agent Isabelle Kloucowsky qui l’a présenté à Jean Anouilh et à qui il doit beaucoup. Les rencontres de Jean Anouilh et de Bernard Blier sont déterminantes pour lui, et il reste proche de Bernard Blier qu’il considère comme son maître et qui lui parle souvent de Louis Jouvet qu’il avait eu comme professeur au Conservatoire. Puis Jean-Michel Ribes reprend sa mise en scène de Batailles, co-écrites avec son complice Roland Topor, pour emmener le spectacle en tournée et fait appel à lui.
C’est ensuite le Théâtre de l’Odéon avec le rôle d’Howard aux côtés de François Périer dans Mort d'un commis voyageur d’Arthur Miller dans la mise en scène de Marcel Bluwal. Pendant qu’il joue à l’Odéon, il rejoint l’Atelier Théâtre Blanche Salant et Paul Weaver inspiré de La Méthode de l’Actors Studio de Lee Straberg, pour continuer le travail sur son métier de comédien.
Et puis Michel Fagadau lui confie le rôle de Désiré dans le Désiré de Sacha Guitry avec Vivianne Elbaz et qui est enregistré pour France 3 et avec également Mon père avait raison aux côtés de Claude Giraud et d’une autre pièce de Sacha Guitry, Jacqueline.
C’est ensuite Benno Besson qui l’engage pour jouer Rousseline dans son spectacle Mille Francs de récompense, qu’il monte au théâtre de Vidy-Lausanne et qui se jouera ensuite au théâtre national de Chaillot et qui partira ensuite en tournée.
Il a le désir depuis longtemps d’adapter un seul en scène de À la recherche du temps perdu de Marcel Proust. Marie Dubois et Serge Rousseau seront les parrains de ce projet qui lui tient à cœur. Ils en parlent à Jacques Weber qui dirige alors le théâtre national de Nice. Il est intéressé par ce projet sur la mémoire et le programme pour être joué dans la salle Michel-Simon. Ce sera 102 boulevard Haussmann.
Il retrouve Michel Fagadau au Studio des Champs-Élysées pour jouer aux côtés de Michael Lonsdale, son ancien professeur d’improvisation de chez Balachova, la pièce de Michel Auber, Entrée de secours,.
Il jouera de nombreuses fois sous la direction de Jean-Luc Tardieu à l’Espace 44 à Nantes : Thomas More de Robert Bolt, c’est là qu’il rencontre Marie Dubois, Zoo de Vercors avec Philippe Clay et Darry Cowl, Un ennemi du peuple d’Henry Ibsen. Mais aussi L’Aiglon d’Edmond Rostand pour le Festival d’Anjou et de Ramatuelle, et enfin Démocratie de Mickael Frayn pour le CADO d’Orléans.
Il met en scène au théâtre de Belleville L'Importance d'être Constant d’Oscar Wilde. La comédienne qui doit jouer le rôle de Lady Bracknell ayant été contrainte de se retirer peu de temps avant la première du spectacle, il décide de reprendre son rôle.
Il reprend le rôle de Montparnasse dans la pièce de Daniel Besse Les Directeurs au Poche Montparnasse dans la mise d’Étienne Bierry qui avait obtenu deux Molière, rejoint ensuite le Théâtre du Palais Royal et sera le docteur Edward Armstrong dans l’adaptation de Sébastien Azzopardi des Dix Petits Nègres - Devinez qui ? - d’Agatha Christie dans la mise en scène de Bernard Murat qu’ils joueront à Paris avant de partir en tournée. Patrice Kerbrat ne sera pas étranger à cet engagement.
Il est ensuite l’avocat général Guillot dans Le Procès Seznec que Robert Hossein a monté au Théâtre de Paris. La dernière représentation du spectacle sera retransmise en direct sur France 2.
Son goût des textes lui fait, après son travail d’adaptation sur la Recherche du temps perdu de Marcel Proust, s’intéresser aux Mémoires de Saint-Simon. Ce sera Une prophétie à Versailles. Il en fera l’adaptation pour un seul en scène avec le duc de Saint-Simon.

### Cinéma et télévision
Il tourne aussi bien pour le cinéma que pour la télévision.
Au cinéma, il est Bob Dagan, un des quatre assistants du procureur Volney joué par Yves Montand dans le film d’Henri Verneuil, I comme Icare. Il sera l’interne dans Marche à l’ombre de Michel Blanc. Il retrouve Gérard Lanvin dans le film d’Ariel Zeitoun, Saxo et y être le commissaire Brami. Il sera aussi Monsieur Dervaux dans le film de Christophe Barratier Les choristes. Avec Étienne Chatilliez il est Jean dans La confiance règne aux côtés de Cécile de France et de Vincent Lindon et sous la direction de Claude Pinoteau, l’inspecteur Buvard dans La septième cible avec Lino Ventura.
Il participe à de nombreuses télévisions.
Son premier tournage sera avec un Maigret, L’amie de Madame Maigret. Il y sera maître Liotard aux côtés de Jean Richard. Il retrouvera plus tard Jean Richard dans Maigret et l’affaire Saint-Fiacre.
Quand la production anglaise de Chapeau melon et bottes de cuir vient tourner un épisode en France, il participe à ce tournage et devient The russian officer. Le tournage est en anglais.
Il sera le Professeur Milliez dans Le Procès de Bobigny de François Luciani aux côtés de Sandrine Bonnaire et d’Anouk Grinberg. Film qui lui tient particulièrement à cœur et où il rencontre Gisèle Halimi. Il tournera aussi dans la série Madame le juge avec Simone Signoret ; l’épisode Autopsie d’un témoignage, avec Marie Dubois. Pour Canal +, il est le procureur Larcher dans les deux premières saisons de Mafiosa. Tourne dans deux épisodes d’Avocats et Associés. Participe à deux épisodes dans la nouvelle série des Maigret avec Bruno Cremer et devient le juge Bonneau. Il est aussi le docteur Chaussoy sous la direction de Marc Angelo dans Marie Humbert, le secret d'une mère. Il tournera deux fois avec Claude Goretta. Il tourne à Berlin dans une production allemande pour être le Président François Mitterrand dans le film sur Helmut Kohl : Der Mann aus der Pfalz (de).

### Professorat
En 2008, son ancien professeur d’art dramatique Jean Périmony l’appelle pour lui proposer d’être enseignant dans son école. Il y restera pendant douze ans, jusqu’en 2019, se consacrant pleinement au travail de recherche avec les étudiants.
Il enseigne également pendant trois ans à l’École la Générale de Montreuil.
Il doit beaucoup à ses anciens agents, Isabelle Kloucowsky, Serge Rousseau, Josette Arrigoni.

## Théâtre
- 1972 : Des frites, des frites, des frites…[12] de Arnold Wesker, mise en scène Gérard Vergez, TNP - Théâtre de Chaillot : Dickey Smith

- 1972 : Le Roi Lear de Shakespeare, mise en scène Michel Favory : Lear Ensatt

- 1973 : Haute surveillance de Jean Genet, mise en scène Jean-Louis Martin Barbaz, Centre Culturel Toulouse : Le surveillant

- 1973 : Port-Royal de Henri de Montherlant, mise scène Michel Favory, Ensatt : Archevêque Beaumont de Péréfixe

- 1974 : L’Île de la raison de Marivaux mise en scène Michel Favory, Théâtre Paris Nord : Le gouverneur

- 1975 : La Goualeuse de Marot et Alévy, mise en scène de Tibor Égervary, Théâtre Peuple de Bussang : Marcel

- 1975 à 1976 : Le Château de Hans de Maurice Pottecher, mise en scène de Tibor Égervary, Théâtre Peuple de Bussang : Hermann

- 1976 : Le Songe d'une nuit d'été de Shakespeare, mise en scène de Tibor Égervary, Théâtre Peuple de Bussang : Démétrius

- 1977 : Arrête ton cinéma[13] de Gérard Oury mise en scène de Gérard Oury, Théâtre Gymnase Marie Bell : Walter Nimitz

- 1978 : Le tour du monde en 80 jours de Jules Verne, mise en scène de Jacques Alric, Théâtre Populaire des Cévennes : Inspecteur Fix

- 1978 : La Fête des fous[14] de Guy Vassal, mise en scène de Jean-Claude Sachot, Festival d'Albi, Festival d’Aigues-Mortes : Nostradamus

- 1981 à 1984 : Le Nombril de Jean Anouilh, mise en scène de Jean Anouilh[15], Théâtre de l’Atelier, Tournée Herbert – Karsenty, Tournée Th. l’œuvre, Th. Français de Vienne : Bernard

- 1984 : La Crécelle de Charles Dyer, mise en scène de Jean-Pierre Martin, Tournée d’été des Casinos : Lui

- 1985 : Batailles[16]de Jean-Michel Ribes et Roland Topor, mise en scène de Jean-Michel Ribes, Tournée Berto-Ribes : Félix Blandaimé

- 1985 : Messieurs les ronds-de-cuir de Georges Courteline, mise en scène de Régis Santon, Comédie de Paris : Chavarax

- 1985 : Lily et Lily de Barillet et Grédy, mise en scène de Pierre Mondy, Théâtre Antoine : Odilon

- 1987 : Thomas More de Robert Bolt, mise en scène de Jean-Luc Tardieu, Espace 44 – Nantes : Richard Rich

- 1987 à 1988 : Mort d'un commis voyageur de Arthur Miller, mise en scène de Marcel Bluwal, Cado Orléans, Théâtre de l’Odéon, Tournée Théâtre Actuel : Howard

- 1990 : L’Aiglon de Edmond Rostand, mise en scène de Jean-Luc Tardieu, Festival d’Anjou, Festival de Ramatuelle : Le comte de Bombelles

- 1990 : Mille Francs de récompense de Victor Hugo, mise en scène de Benno Besson, Théâtre Vidy Lausanne, Théâtre national de Chaillot : Rousseline

- 1991 : Tentation[17] de Vaclav Havel, mise en scène de Jean-Pierre Stewart. Adapt. Erika Abrams, Festival d’Avignon, France Culture, Lecture à Avignon Compagnie Petit Musc : Le directeur

- 1992 : 102, Boulevard Haussmann d'après Marcel Proust adaptation Erick Desmarestz, Théâtre National de Nice : Le Narrateur

- 1993 : Zoo[18] de Vercors, mise en scène de Jean-Luc Tardieu, Espace 44 – Nantes : Maître Jameson

- 1994 : Entrée de secours[19] de Gérald Auber, mise en scène de Michel Fagadau, Studio Champs Élysées : Maxime

- 1994 : Un ennemi du peuple de Henri Ibsen, mise en scène de Jean-Luc Tardieu, Espace 44  - Nantes : Billing

- 1997 :  L’Argent[20]  inspiré de Emile Zola texte de Renaud Lavandier, mise en scène de Rémi de Fournas, Hôtel de la Monnaie : Aristide Saccard

- 2002 : Les directeurs de Daniel Besse, mise en scène de Étienne Bierry, Théâtre de Poche : reprise du rôle Montparnasse

- 2003 à 2005 : Devinez qui ?  d'après Agatha Christie adaptation de Sébastien Azzopardi, mise en scène de Bernard Murat, Théâtre du Palais Royal, Tournée du Palais Roy : Docteur Edward Armstrong

- 2007 : Démocratie de Michael Frayn, adaptation de Dominique Hollier, mise en scène de Jean-Luc Tardieu  – , Cado d’Orléans : Günther Nollau

- 2010 : Seznec[21] de Olga Vincent et Eric Rognard, mise en scène Robert Hossein , Théâtre de Paris, Retransmis en direct FR2[22] : Avocat Général Guillot

- 2013 : L'Importance d'être Constant[23] de Oscar Wilde, mise en scène de Erick Desmarestz, Théâtre de Belleville : Lady Bracknell

## Filmographie

### Cinéma
- 1976 : Les Années de bois de Charles Belmont : Jean-Claude
- 1977  Le mille-pattes fait des claquettes de Jean Girault : Hans
- 1977  Le Dernier Amant romantique de Just Jaeckin : Le journaliste
- 1978 : La Zizanie de Claude Zidi : Le nouveau chef du personnel
- 1978 : La Carapate de Gérard Oury : Le juge d’instruction
- 1979:  I… comme Icare de Henri Verneuil : Bob Dagan
- 1979 : Courage fuyons de Yves Robert : Jean
- 1980 : Le Coup du parapluie de Gérard Oury : Un agent des RG
- 1980 : Chanel solitaire de George Kaczender
- 1981 : Enigma de Jeannot Swarc
- 1984 : Marche à l'ombre de Michel Blanc : L’interne
- 1984 : Rive droite, rive gauche Philippe Labro : Le présentateur
- 1984 : La Septième Cible de Claude Pinoteau : Inspecteur Buvard
- 1987 : Saxo de Ariel Zeitoun : Commissaire Brami
- 1992 : À cause d'elle de Jean-Loup Hubert : Monsieur Marchand
- 1995 : Mon homme de Bertrand Blier : Le mec radin
- 1997 : Les Sœurs Soleil de Jeannot Swarc : Gilles Jutard
- 2003 : Les Choristes de Christophe Barratier : Monsieur Dervaux
- 2003 : Comme une image d'Agnès Jaoui : Le nouveau maître
- 2003 : La confiance règne  de Étienne Chatiliez : Jean
- 2008 : Quelque chose à te dire de Cécile Telerman : Le président du tribunal de commerce
- 2008 : Coco Chanel et Igor Stravinsky de Jan Kounen : Le médecin
- 2009 : Tête de turc de Pascal Elbé : Le préfet

### Télévision
- 1977 :  L'Amie de madame Maigret, Marcel Cravenne : Maître Liotard
- 1977 :  De guerre lasse[24], Louis Grospierre : Aspirant Gerbidon
- 1977 :  Chapeau melon et bottes de cuir, Yves-Maris Coulais : L’officier russe
- 1977 :  Il y a encore des noisetiers, Jean-Paul Sassy  (Le Laborantin)
- 1977 :  Médecins de nuit, Philippe Lefebvre : L’interne
- 1978 :  Madame le juge - Autopsie d'un témoignage - Philippe Condroyer : Le juge d’instruction
- 1978 :  Un juge, un flic, Denys de La Patellière : Gérardmer
- 1978 :  Une femme dans la ville[25], Joannick Desclers : Le notaire
- 1978 :  Les Insulaires, Gilles Grangier : Monsieur Raoûl
- 1978 :  Les Aventures d’Yvon Dikkebusch[26], Maurice Failevic : Maurice
- 1979 :  Maigret et l’affaire Saint-Fiacre, [27] Jean-Paul Sassy Emile Gauthier
- 1979 :  Fantômas, Juan-Luis Bunuel : Jean
- 1979 :  Journal d'un prêtre ouvrier, Maurice Failevic : Le contremaître
- 1979 :  Pierre de Coubertin[28], Pierre Cardinal : Guillot
- 1980 :  La Traque, Philippe Lefèvre : L’inspecteur
- 1980 :  Ils furent rois tout un matin[29], Régis Milcent Mr Jean
- 1980 :  The Besirker - Gérard Shaeffer : Monsieur Torquay
- 1980 :  Le Vol d’Icare[30], Daniel Ceccaldi  : Declerc
- 1980 :  Histoire contemporaine, Michel Boisrond : Reynaldo
- 1980 :  Dickie roi[31], Guy André Lefranc (Roger Jannequin)
- 1981 :  Paris Saint-Lazare, Marco Pico : Maurice
- 1981 :  Les Brigades du tigre, Victor Vicas : Inspecteur USA
- 1981 :  Toutes griffes dehors, Michel Boisrond : Monsieur Jean
- 1981 :  Julien Fontanes - Cousin Michel - Guy André Lefranc : Guillaume
- 1982 :  La Marseillaise[32],Michel Berny : Le sous-directeur
- 1982 :  La Vitesse du vent[33],Patrick Jamain : Janval
- 1982 :  La Jeune Fille en vert[34], Lazare Iglésis : Raoûl
- 1982 :  Pablo est mort[35], Philippe Lefèvre : Monsieur Dumont
- 1983 :  Les Limiers – A brève échéance - Yves Ellena : Le déprogammateur
- 1983 :  Billet doux Michel Berny, : Michel
- 1983 :  Tout comme un homme[36], Michel Boisrond : Jeanval
- 1983 :  Manipulations[37], Marco Pico : Lombez
- 1984 :  Châteauvallon, Paul Planchon : Le juge Cartier
- 1984 :  Le Loufiat, Michel Boisrond : Anton
- 1984 :  Le tueur est parmi nous, Alain Dhénaut : Directeur banque
- 1984 :  L’Affaire Caillaux[38], Yann Andréi : Andrieux
- 1985 :  Chroniques maison sous l’occupation, Alain Boudet : Armand
- 1986 :  1996[39],Marcel Bluwal : Présentateur
- 1986 :  Murders in the rue morgue[40], Jeannot Szwarc : Inspecteur Bec
- 1987 :  La Balena Bianca, José-Maria Sanchez : Stephen
- 1987 :  La Belle Anglaise, Jacques Besnard : Commissaire Cannes
- 1988 :  Une fille d’Ève, Alexandre Astruc : Fernand du Tillet
- 1988 :  Vivement lundi !, Didier Albert : Louis
- 1988 :  Désiré, Sacha Guitry, Michel Fagadau – A. Dhénaut : Désiré
- 1988 :  Mon père avait raison, Sacha Guitry, M. Fagadau – A. Dhénaut : Maurice Bellanger
- 1988 :  Jacqueline, M. Fagadau – A. Dhénaut : René Vincelon
- 1989 :  Le Masque[41], Fernando Matos Silva : Samuel Braga
- 1989 :  Riot Gun[42], Philippe Triboit : Bremont
- 1990 :  C’est quoi, ce petit boulot[43], Michel Berny : Monsieur Fortier
- 1992 :  Maigret - Les caves du Majestic -[44] Claude Goretta : Juge Bonneau
- 1994 :  Chasseur de loups[45], Didier Albert : Le maire
- 1994 :  Maigret - la tête d’un homme -[46] - Juraj Herz : Juge Bonneau
- 1994 :  Police des polices[47],- Série Michel Boisrond : Jacques Saurel
- 1995 :  Clara et son juge[48], Joël Santoni  : Portalis
- 1995 :  Sixième classique, Bernard Stora : Monsieur Consolat
- 1996 :  Le Plus Noble des hommes, Claude Goretta : Alain
- 1996 :  Les Bœuf-carottes - Comme un malaise - Pierre Lary : Bernard Fuselier
- 1996 :  Docteur sylvestre – une retraite dorée[49] Philippe Roussel : Philippe Pagès
- 1996 :  Commis d’office, L'Amour piégé Bernard Stora : Juge Daviel
- 1996 :  Une femme d’action[50], Didier Albert : Fléchy du Parc
- 1996 :  Bob million[51], Michaël Perrotta : Paul
- 1997 :  Laura[52], Bruno Kiser : Docteur Weber
- 1997 :  Mauvaises affaires[53], Jean-Louis Bertuccelli : Ségur
- 1997 :  De père en fils[54], Jérôme Foulon : Brunaldi
- 1998 :  Les Duettistes - une dette mortelle -[55] Alain Tasma : Caron
- 1999 :  Victoire, Nadine Trintignant : L’évêque
- 1999 :  Les Gens du voyage[56], Hugues de Laugardière : Le maire
- 2000 :  Nestor Burma - Atout cœur[56], David Delrieux : Fauconnier
- 2000 :  Les Duettistes – Jeunes proies[57], Marc Angelo : Caron
- 2000 :  Joséphine - pour l’amour d’un ange[58], Denis Malleval : Froment
- 2001 :  Un citronnier pour deux[59], Élisabeth Rappeneau : Max
- 2001 :  Les Duettistes - le môme -[60] Denys Granier-Deferre : Caron
- 2002 :  La crim' - Angle mort -Jean-Pierre Prévost : Avesta
- 2002 :  Je réclame la prison, Alain Tasma : Martin Lavant
- 2003 : Mortelle conviction[61], Jean Teddy Filippe : Terzian
- 2003 :  Alex Santana - l’inconnue du belvédère -[62] Marc Angelo : Bertrand Saulnier
- 2003 :  Mata Hari, la vraie histoire[63], Alain Tasma : Le procureur
- 2003 :  Le Bleu de l'océan[64], Didier Albert Jean-Michel
- 2004 :  Mortel chahut[65], Arnaud Sélignac : Charles Legoff
- 2005 :  Le Grand Charles[66], Bernard Stora : Le sénateur
- 2005 :  Julie Lescaut, dangereuses rencontres[67] Daniel Janneau  : Vincent
- 2005 :  Le Procès de Bobigny, françois luciani  : Professeur Milliez
- 2006 :  Élodie Bradford – intouchables -[68] Régis Musset : Commissaire Thomas
- 2006 :  Mafiosa - Saison 1 - Louis Choquette : Président Larcher
- 2006 :  René Bousquet ou le grand arrangement, Laurent Heynemann : François Cathala
- 2006 :  Avocats et associés[69], -  Sans appel - Patrice Martineau  : avocat Général Leroy
- 2006 :  Marie Humbert, le secret d’une mère, Marc Angelo : Docteur Chaussoy
- 2006 :  Commissaire Valence - Permis de tuer[70]- Nicolas Herdt  : Roger Faguet
- 2006 :  Les Prédateurs[71], Lucas Belvaux : Procureur Bestard
- 2007 :  À droite toute, Marcel Bluwal  : Metenier
- 2008 :  Mafiosa - Saison 2 - Eric Rochant  : Président Larcher
- 2008 :  La mort n’oublie personne, Laurent Heynemann : Maurice Quinoux
- 2008 :  Avocats et associés - Retrouvailles -[72] Alexandre Pidoux : Avocat Général Leroy
- 2008 :  Paris, enquêtes criminelles - grande vie -[73] Dominique Tabuteau : Bernier
- 2008 :  Reporters - Saison 2[74]- Jean-Marc Brondolo : Meriadec
- 2008 :  Helmut kohl – Der Mann aus der Pfalz (de) Thomas Schadt  : François Mitterrand